# Ferhat Arıcan
Ferhat Arıcan (Izmir, 28 de julho de 1993) é um ginasta artístico turco, medalhista olímpico.

## Carreira
Arıcan participou dos Jogos Olímpicos de Verão de 2020 em Tóquio, onde participou da prova de barras paralelas, conquistando a medalha de bronze após finalizar a série com 15.633 pontos.